# L'ultima battaglia - The Front Line
L'ultima battaglia - The Front Line (고지전?, GojijeonLR) è un film del 2011 diretto da Jang Hoon.
Ambientato durante la fine della guerra di Corea, il film è stato indicato dalla Corea del Sud per concorrere ai Premi Oscar 2012 come miglior film straniero, senza riuscire a superare la fase di selezione preliminare.

## Trama
Nel 1950, all'inizio della guerra di Corea, i soldati dell'esercito sudcoreano Kang Eun-pyo e Kim Soo-hyeok vengono catturati in battaglia e fatti prigionieri dall'Armata del popolo coreano; il capitano Hyeon Jeong-yoon decide di liberarli dicendo loro che la guerra finirà tra una settimana e che possono contribuire alla ricostruzione della nazione al termine delle ostilità. Tre anni dopo, nel gennaio 1953, la guerra, nonostante i negoziati, non è ancora terminata e si combatte lungo il 38º parallelo per determinare la linea di confine fra la Corea del Nord e quella del Sud.
Kang, diventato nel frattempo primo tenente del corpo dell'esercito addetto agli affari interni, viene inviato sul fronte nelle colline Aerok per indagare sulla morte del comandante della compagnia degli "alligatori", ucciso dal piombo sudcoreano, e su uno scambio di lettere tra soldati nordcoreani e sudcoreani. Kang nota la mancanza di disciplina tra le truppe, la loro stanchezza e la presenza di problemi di salute mentale in alcuni uomini. Ritrova il vecchio amico Kim Soo-hyeok, adesso anche lui primo tenente, ma questi è un uomo profondamente cambiato e diventato uno spietato assassino. Scopre che all'interno di una grotta, dove una volta venivano tenuti i soldati sudcoreani fatti prigionieri, avviene un fitto scambio di lettere e regali inviati dai soldati nordcoreani e da quelli sudcoreani alle rispettive famiglie che si trovano dall'altra parte del confine; i veterani lo convincono a soprassedere su questa forma di fraternizzazione. Quando i cinesi partono all'attacco sulla collina il capitano Yoo Jae-ho si rifiuta di ordinare la ritirata anche a costo di soccombere, e allora Kim Soo-hyeok lo uccide proprio davanti a Kang Eun-pyo che comprende così che anche il precedente comandante ha fatto la stessa fine. Minacciato di essere arrestato da Kang, Kim gli rivela di essere stato costretto a eliminare entrambi i comandanti per il bene della compagnia.
La firma dell'armistizio di Panmunjeom sembra porre definitivamente fine alla guerra, ma dato che avrà effetto nelle prossime dodici ore a entrambe le fazioni viene ordinato di continuare la battaglia in modo da conquistare più territori possibile prima della determinazione dei confini tra le due nazioni. In questo arco di tempo ha luogo una cruenta battaglia in cui muoiono tutti i protagonisti del film, ad eccezione di Kang e del comandante nordcoreano Hyeon Jeong-yoon gravemente ferito. Kang e Hyeon si ritrovano all'interno della grotta in cui avveniva lo scambio di lettere; Kang chiede a Hyeon quale sia esattamente il motivo per cui combattono e quest'ultimo gli risponde che prima lo sapeva ma adesso lo ha dimenticato. Dopo avere appreso via radio che l'armistizio è ufficialmente entrato in vigore ed è stato dichiarato il cessate il fuoco, scoppiano a ridere. Insieme fumano una sigaretta e poi Hyeon muore a causa delle ferite.

## Accoglienza
Il film ha ottenuto sul sito aggregatore Rotten Tomatoes il 67% delle recensioni professionali positive, con un voto medio di 6,27 su 10 basato su 15 recensioni, mentre su Metacritic ha ricevuto una valutazione di 59 su 100, basata su 10 recensioni.
V.A. Musetto del New York Post lo ha definito "un potente film contro la guerra con sequenze di battaglia mozzafiato". Secondo Stephen Holden del New York Times, il suo disgusto per la guerra e per la spensieratezza con cui i comandanti mandano gli uomini in combattimenti letali ricorda Orizzonti di gloria.

## Riconoscimenti
- 2011 - Premio Daejong
  - Miglior film
  - Migliori luci a Kim Min-jae
  - Migliore fotografia a Kim Woo-hyung
  - Candidatura a miglior regista a Jang Hoon
  - Candidatura a miglior attore non protagonista a Ryu Seung-ryong
  - Candidatura a miglior attore debuttante a Lee Je-hoon
  - Candidatura alla migliore sceneggiatura a Park Sang-yeon
  - Candidatura al miglior montaggio a Kim Sang-bum e Kim Jae-bum
  - Candidatura ai migliori costumi a Jo Sang-gyeong
  - Candidatura ai migliori effetti visivi a Jung Seong-jin
- 2011 - Blue Dragon Film Award
  - Migliore fotografia a Kim Woo-hyung
  - Migliore scenografia a Ryu Seong-hee
  - Candidatura a miglior film
  - Candidatura a miglior regista a Jang Hoon
  - Candidatura a miglior attore a Go Soo
  - Candidatura a miglior attore non protagonista a Ko Chang-seok
  - Candidatura alla migliore sceneggiatura a Park Sang-yeon
  - Candidatura alle migliori luci a Kim Min-jae
  - Candidatura alla migliore musica a Dalpalan e Jang Young-gyu
  - Candidatura al premio tecnico a Jung Seong-jin (effetti visivi)
- 2011 - Buil Film Awards
  - Miglior film
  - Miglior attore non protagonista a Ko Chang-seok
  - Miglior attore debuttante a Lee Je-hoon
  - Migliore scenografia a Ryu Seong-hee
- 2011 - Busan Film Critics Awards
  - Premio tecnico a Ryu Seong-hee
- 2011 - Korean Association of Film Critics Awards
  - Miglior film
  - Miglior regista a Jang Hoon
  - Miglior attore debuttante a Lee Je-hoon
  - Migliore sceneggiatura a Park Sang-yeon
- 2012 - Asian Film Awards
  - Candidatura a miglior attore non protagonista a Lee Je-hoon
  - Candidatura alla migliore fotografia a Kim Woo-hyung
  - Candidatura alla migliore scenografia a Ryu Seong-hee
- 2012 - Baeksang Arts Award
  - Candidatura alla migliore sceneggiatura a Park Sang-yeon
  - Candidatura ad attore più popolare a Go Soo